# 清水誠一
清水 誠一（しみず せいいち、1949年（昭和24年）2月16日 - ）は、日本の政治家。
過去に衆議院議員（1期）、北海道議会議員（5期）、帯広市議会議員（通算3期）を歴任した。

## 経歴
- 1949年（昭和24年）　北海道帯広市生まれ[1]。
- 1967年（昭和42年）　北海道帯広三条高等学校卒業し、札幌真木呉服店入社[1][2]。
- 1969年（昭和44年）　清水洋装店入社[1]。
- 1983年（昭和58年）　帯広市議会議員初当選[1]。
- 1991年（平成3年）　北海道議会議員選挙帯広市選挙区から初当選[3]。
- 2010年（平成22年）　後援会関係者の一部が、党道連から割り当てられた電話で、中川義雄の長男でみんなの党から立候補した中川賢一の支援を呼びかけた道義的責任を取り、暫定的に務めていた自民党北海道11選挙区支部長、自民党北海道支部連合会副会長、自民党帯広支部長を辞任した[4]。
- 2011年（平成23年）　6選を目指したが、新人で前帯広市議会議員の山崎泉に928票差で敗れた。
- 2012年（平成24年）　第46回衆議院議員総選挙の比例北海道ブロックに自民党名簿登載順位13位単独で立候補し初当選。
- 2014年（平成26年）　第47回衆議院議員総選挙の比例北海道ブロックに自民党13位名簿登載順位単独で立候補するも落選。
- 2017年（平成29年）　第48回衆議院議員総選挙の比例北海道ブロックに自民党14位名簿登載順位単独で立候補するも落選。
- 2020年（令和2年）　春の叙勲で「地方自治功労」により旭日小綬章を受章する[5][6]。

- 2022年（令和4年）　帯広市議会議員補欠選挙に立候補し、当選[7]。市議会議員としては1991年以来31年ぶりの返り咲き。
- 2023年（令和5年）　帯広市議会議員選挙に立候補せず退任。

## 政策
- 2013年11月26日、特定秘密保護法案の採決で賛成票を投じている[8]。

## 人物
1977年(昭和52年)、自民党青年部の一員として旧統一教会の関連団体である国際勝共連合と接触して以来旧統一教会及びその関連団体の支援を受けており、清水も教団関連のメディアやイベントに出席していた。帯広市議会議員に復帰した2022年現在も関係があり、今後も支援を要請する意向を示している。また統一教会が行っていた霊感商法については身の回りでトラブルはなかったとした上で「マスコミの造語」と主張した。

## 所属団体・議員連盟
- TPP交渉における国益を守り抜く会